# Luisa de Baden
Luisa de Baden (en alemán, Luise von Baden; Karlsruhe, 24 de enero de 1779-Beliov, 16 de mayo de 1826) fue emperatriz de Rusia como consorte de Alejandro I. Tras su matrimonio, adoptó el nombre de Yelizaveta Alexéievna (en ruso: Елизавета Алексеевна).

## Princesa de Baden
Isabel Alexéievna nació en Karlsruhe el 24 de enero [ OS 13 de enero] de 1779 como la Princesa Luisa María Augusta de Baden , de la Casa de Zähringen . Fue la tercera de siete hijos de Carlos Luis, Príncipe Heredero de Baden , y su esposa, la Landgravina Amalia de Hesse-Darmstadt . Al nacer, la niña era tan pequeña y débil que los médicos temieron que no sobreviviera.
Luisa creció en un entorno familiar cercano y cálido. Permaneció especialmente unida a su madre, con quien mantuvo una correspondencia íntima hasta su muerte (la margrave de Baden sobrevivió a su hija). Recibió una educación esmerada en la corte de Baden. Hablaba y escribía tanto en francés como en alemán ; estudió historia, geografía, filosofía y literatura francesa y alemana.  Gracias a la proximidad entre Baden y Francia, conoció bien la cultura y las refinadas costumbres francesas, como era costumbre en aquella época. Dado que su abuelo, el margrave reinante de Baden, no era rico, la familia vivía modestamente, según los estándares reales.
Catalina la Grande buscaba esposa para su nieto mayor, el futuro Alejandro I , y se fijó en las princesas de Baden, sobrinas de la reina Federica Luisa de Prusia y de la difunta gran duquesa Natalia Alexéievna (Guillermina Luisa de Hesse-Darmstadt), quien había sido la primera esposa del zarévich Pablo . Por lo tanto, una alianza con Prusia y varias casas reales alemanas con las que estaban estrechamente emparentadas sería un resultado beneficioso. Tras una impresión favorable, Catalina invitó a la princesa Luisa y a su hermana menor Federica , quien posteriormente se convertiría en reina de Suecia, a Rusia. En el otoño de 1792, las dos hermanas llegaron a San Petersburgo .
La emperatriz estaba encantada con Luisa, considerándola un modelo de belleza, encanto y honestidad.  La propia Luisa se sentía atraída por Alejandro; era alto y apuesto. Al principio, Alejandro se mostró tímido con su futura esposa —muy joven e inexperto, no sabía cómo tratarla— y ella confundió su reserva con antipatía. Sin embargo, la joven pareja pronto se encariñó. «Me dices que tengo la felicidad de cierta persona en mis manos», le escribió a Alejandro. «Si eso es cierto, entonces su felicidad está asegurada para siempre… esta persona me ama tiernamente, y yo lo amo a él, y esa será mi felicidad… puedes estar seguro de que te amo más de lo que jamás podría expresar», añadió. Se comprometieron en mayo de 1793.
La princesa aprendió ruso , se convirtió a la Iglesia Ortodoxa , adoptó el título de Gran Duquesa de Rusia y cambió el nombre de Luisa María Augusta por el de Isabel Alexéievna. La boda se celebró el 28 de septiembre de 1793.  «Fue un matrimonio entre Psique y Cupido »,  escribió Catalina al Príncipe de Ligne . Isabel solo tenía catorce años; su esposo era un año mayor.

## Gran Duquesa de Rusia
Muy joven al casarse, tímida e ingenua, Isabel Alexéievna no estaba preparada para su nueva posición. Estaba abrumada por el esplendor de la corte rusa y asustada por las despiadadas intrigas que allí se libraban con fría precisión.  Le horrorizaban las intensas intrigas sexuales que florecían a su alrededor en una corte donde el adulterio era una forma aceptada de entretenimiento. La propia emperatriz dio ejemplo del libertinaje de la corte. El amante de Catalina, Platón Zubov , incluso intentó seducir a Isabel Alexéievna. 
La Gran Duquesa se sentía sola y añoraba su hogar, sobre todo tras el regreso de su hermana Federica de Baden. Isabel fue abandonada en un mundo extraño donde jamás podría ser ella misma, ni siquiera entre sus sirvientes y damas de compañía. La relación con Alejandro era su único consuelo. «Sin mi marido, quien solo me hace feliz, habría muerto mil veces» 
Los primeros años del matrimonio fueron relativamente felices, pero la Gran Duquesa decepcionó a Catalina II, quien no llegó a ver nacer un hijo de la joven pareja. La muerte de Catalina en noviembre de 1796 llevó al trono ruso a Pablo I, suegro de Isabel . Durante su reinado, Isabel evitó la corte de Pablo.  Sentía una profunda antipatía por su suegro y desaprobaba las injusticias de su gobierno y su rudeza de carácter.
Las primeras grietas en el matrimonio de Isabel comenzaron a aparecer. No encontró plenitud para su romanticismo en un marido que la descuidaba. Isabel buscó consuelo emocional en otras partes. Primero encontró refugio para su soledad en una estrecha amistad con la bella condesa Golovina. Más tarde, inició una relación romántica con el mejor amigo de Alejandro, el apuesto e inteligente príncipe polaco, Adam Czartoryski . Su relación duró tres años.
Tras más de cinco años de matrimonio sin hijos, el 29 de mayo de 1799, Isabel dio a luz a una hija, la Gran Duquesa María Alexandrovna. En la corte, algunos atribuyeron la paternidad al príncipe polaco. La niña tenía cabello negro y ojos oscuros. En el bautizo, el zar Pablo I no dejó de expresar su asombro al descubrir que los dos padres, rubios y de ojos azules, tenían una hija de cabello oscuro. Isabel Alexéievna pronto perdió a su amante y a su hija. Adam Czartoryski fue enviado en misión diplomática, y la pequeña hija de Isabel no vivió mucho. «Desde esta mañana, ya no tengo hija; ha muerto», escribió a su madre el 27 de julio de 1800. «No pasa una hora del día sin que piense en ella, y mucho menos un día sin que la llene de lágrimas amargas. No puede ser de otra manera mientras viva, aunque la reemplacen dos docenas de niños». 
La zarevna mantuvo una estrecha amistad con la gran duquesa Ana Fiódorovna , quien se había casado con el hermano menor de Alejandro, Constantino . La gran duquesa fue constantemente maltratada por su esposo, a pesar de mantener una estrecha relación con la zarevna. Su esposo, el gran duque Alejandro, buscaba constantemente a su cuñada, situación que comenzó a tensar los matrimonios de los hermanos. En 1802, Ana Fiódorovna abandonó la corte rusa.

## Emperatriz de Rusia

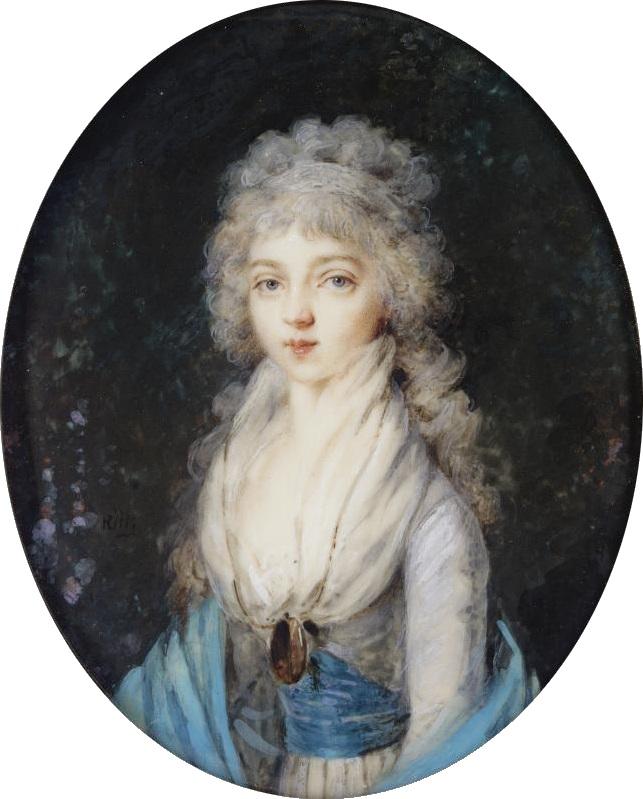
Luisa en su infancia por Augustin Ritt.

Alejandro e Isabel tuvieron dos hijas:

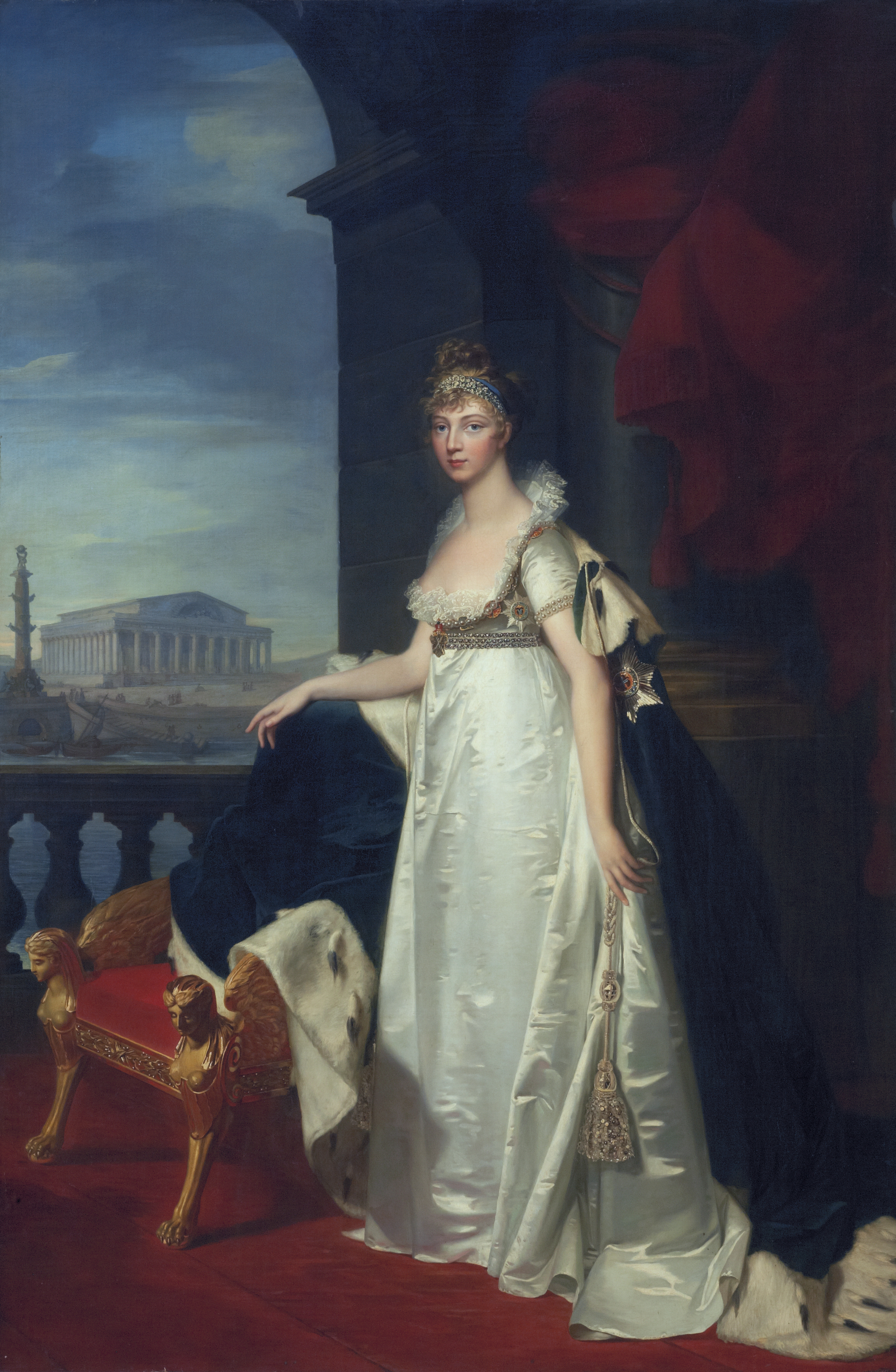
Isabel Alekséievna por Jean-Laurent Mosnier (1805). Colección del Museo del arte de Cheliábinsk.

- María Aleksándrovna (1799-1800), gran duquesa de Rusia.
- Isabel Aleksándrovna (1806-1808), gran duquesa de Rusia.

Las excentricidades de Pablo I dieron lugar a un complot para derrocarlo y colocar a Alejandro en el trono ruso. Isabel estaba al tanto de este plan y, la noche del asesinato de Pablo, estuvo con su esposo brindándole apoyo.
Una vez que Alejandro se convirtió en emperador, Isabel Alexéievna lo animó a superar el trauma del asesinato de Pablo I y a dedicarse al servicio de Rusia. Como emperatriz consorte , participó en la vida cortesana y en las funciones de representación, pero el primer rango femenino en el imperio estaba reservado para su suegra, la emperatriz María Fiódorovna . Durante los actos oficiales, María caminaba junto al emperador, mientras que Isabel se veía obligada a caminar sola detrás de ellos.
Alejandro trataba a su esposa con indiferencia, era cortés con ella en las ceremonias públicas y se esforzaba por comer en su compañía. Se decía que Isabel era demasiado blanda y apacible para dominar a un hombre inquieto y atormentado como su esposo.  En 1803, Alejandro inició una relación amorosa que duraría más de quince años con la princesa polaca María Narishkina , esposa del príncipe Dmitri Narishkin . María Narishkina exhibió su relación en la corte de forma desvergonzada y de mal gusto.
Isabel, por su parte, encontró consuelo en su relación con el príncipe Adam Jerzy Czartoryski , quien había regresado a Rusia tras la ascensión de Alejandro al trono. Esta relación terminó cuando inició una aventura amorosa con un apuesto capitán del Estado Mayor, Alexis Okhotnikov . Toda la correspondencia entre Isabel y Alexis Okhotnikov, y algunos de sus diarios, fueron destruidos por el emperador Nicolás I tras su muerte.
El romance con Ojotnikov tuvo un final trágico. El capitán, que padecía tuberculosis , se retiró debido a su precaria salud y falleció en 1807. Al parecer, más tarde se rumoreó que Alejandro o su hermano, el gran duque Constantino, habían ordenado su asesinato; a principios del siglo XX, el gran duque Nicolás Mijáilovich convirtió esos rumores en una elaborada leyenda para su biografía de Isabel Alexéievna, aunque el capítulo sobre Ojotnikov no se publicó en su momento debido a la intervención personal de Nicolás II y a otros estudios suyos de la época.

El 16 de noviembre de 1806, Isabel dio a luz a su segunda hija. Corrían rumores de que la recién nacida, la Gran Duquesa Isabel Alexandrovna, no era hija de Alejandro, sino de Ojótnikov. Tras su muerte, Isabel Alexéievna se sintió más abandonada que nunca y volcó todo su afecto en su hija Isabel, «Lisinka». Quince meses después, la pequeña falleció repentinamente de una infección atribuida a la dentición. «Ahora», escribió Isabel a su madre, «ya no sirvo para nada en este mundo; mi alma no tiene fuerzas para recuperarse de este último golpe». 

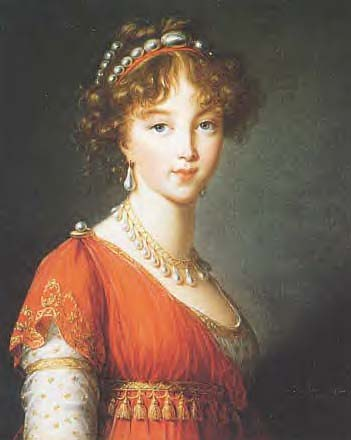
Isabel Alekséievna retratada por Vigée Lebrun en 1802.

En 1807, el reverendo London King Pitt, capellán de la comunidad británica en San Petersburgo, fue nombrado tutor de inglés de Elizabeth, y ella conoció a su esposa, Frances. Tras la muerte del reverendo Pitt de tifus en 1813, Frances regresó a Inglaterra con su hijo, pero Elizabeth la convenció de regresar a Rusia para acompañarla. Un retrato de Elizabeth viuda, realizado para Frances en 1826 por George Dawe, pintor de la corte de Alexander, se encuentra actualmente en la Colección Real de Londres.
La muerte de su hija acercó temporalmente a Alejandro y a Isabel. Aunque Isabel Alexéievna aún no había cumplido los treinta años, ni ella ni Alejandro albergaban esperanzas de formar una familia y no tendrían más hijos.
Durante las guerras napoleónicas, Elizabeth Alexéievna apoyó fielmente las políticas de su esposo, como lo había hecho en otras crisis personales y políticas. Tras la caída de Napoleón, se unió a su esposo y a muchas de las figuras más importantes de Europa en el Congreso de Viena (1814), donde se reencontró con su antiguo amante, Adam Czartoryski. Él seguía enamorado de ella y le perdonó su pasada infidelidad con Ojótnikov. Su reencuentro duró poco.
Luisa fue famosa en su tiempo por su belleza, y su amor por las joyas y la moda.

## Personalidad y Apariencia

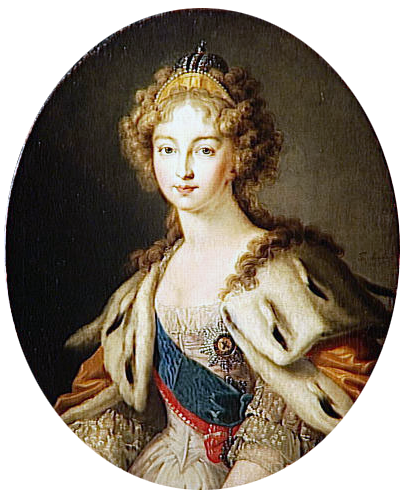
Isabel Alekséievna en 1814 por Vladímir Borovikovski.

Elizabeth Alexeievna se distinguía por su voz suave y melodiosa y su hermoso rostro ovalado de rasgos delicados: perfil griego, grandes ojos azules almendrados y cabello rubio ceniza rizado, que solía dejar flotando sobre sus hombros. Con una figura elegante, un porte majestuoso y un bello rostro angelical, sus contemporáneos la consideraban una de las mujeres más hermosas de Europa y probablemente la consorte más hermosa de la época. Encantadora, generosa e intelectual, Elizabeth Alexeievna amaba la literatura y las artes. Recibió clases de música de Ludwig-Wilhelm Tepper de Ferguson (1768-después de 1824). Desafortunadamente, poseía una personalidad tímida y retraída que no la granjeó el cariño de la corte rusa ni de sus suegros. Prefería la sencillez y la soledad a la pompa y la ceremonia de la vida cortesana.
Su matrimonio tampoco la llevó a la plenitud. Aunque Isabel Alexéievna amaba a su esposo y lo apoyaba en muchas crisis personales y políticas, Alejandro la descuidaba. Su relación era armoniosa, pero emocionalmente distante, y ambos mantenían relaciones amorosas fuera del matrimonio.

## Emperatriz Viuda
Al cumplir los cuarenta, dejó atrás cualquier pretensión romántica. Su esposo también experimentó una transformación personal que los unió más que nunca. En 1818, Alejandro, inmerso en el misticismo religioso, rompió su larga relación con María Naryshkina. A partir de entonces, la pareja comenzó a pasar más tiempo juntos. La emperatriz lo compadeció profundamente y Alejandro encontró su apoyo cuando perdió a su querida hija natural, Sofía. La notable reconciliación entre el emperador y la emperatriz causó sorpresa general. «A veces me veo obligada a pensar en mí misma como la amante de Alejandro, o como si nos hubiéramos casado en secreto...»,  su madre.

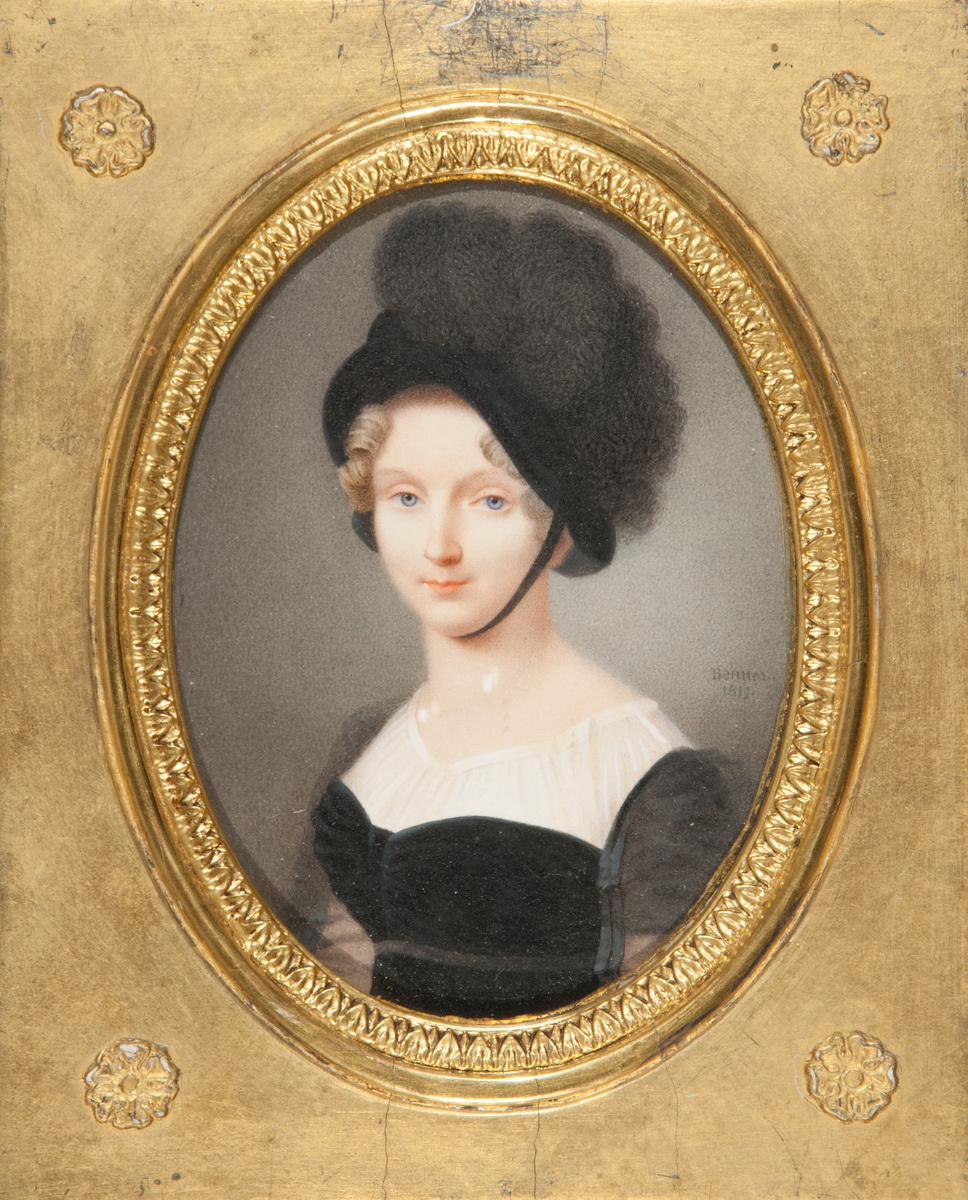
Emperatriz Isabel durante su viudez

Para 1825, la salud de Isabel Alexéievna era frágil; padecía una afección pulmonar y una indisposición nerviosa. Los médicos le recomendaron descansar en un clima templado y le sugirieron la ciudad sureña de Taganrog , junto al mar de Azov . A falta de un palacio confortable, la pareja imperial se instaló en una modesta casa en Taganrog el 5 de octubre. Vivían felices juntos en una íntima sencillez. El 17 de noviembre de 1825, Alejandro regresó a Taganrog tras visitar Crimea con un resfriado que derivó en tifus , del cual murió ese mismo diciembre en brazos de su esposa. Isabel, conmovida por su pérdida, escribió: «No me comprendo a mí misma, no comprendo mi destino... ¿Qué voy a hacer con mi voluntad, que estaba enteramente sometida a él, con mi vida, que amaba dedicarle?» 

### Muerte
La ahora zarina viuda estaba demasiado frágil para regresar a San Petersburgo para el funeral. Cuando Isabel Alexéievna finalmente emprendió su viaje de regreso a la capital, se sintió tan mal que tuvo que detenerse en Belyov , gobernación de Tula , camino a San Petersburgo, apenas unas horas antes de encontrarse con su suegra, quien venía hacia el sur para recibirla. En la madrugada del 16 de mayo de 1826, hacia las 4:30, cuando su doncella fue a ver cómo estaba la emperatriz, la encontró muerta en la cama. Isabel Alexéievna había fallecido de un paro cardíaco.
Tres días después de la muerte de su marido, Isabel le escribió a su madre: «No te preocupes demasiado por mí, pero si me atreviera, me gustaría seguir a quien ha sido mi vida».

## Distinciones honoríficas
- Gran maestre de la Orden de Santa Catalina. ( Imperio ruso)
- 10 de diciembre de 1817:  Dama de la Orden de las Damas Nobles de la Reina María Luisa.[1] ( Reino de España)

## Ancestros
| Predecesor: Sofía Dorotea de Wurtemberg | Emperatriz consorte de Rusia 11 de marzo de 1801-1 de diciembre de 1825 | Sucesor: Carlota de Prusia |